# Schreibbüro
Ein Schreibbüro ist ein eigenständiges Unternehmen oder eine Unternehmensabteilung, deren meist ausschließliche Aufgabe es ist, Diktate zu transkribieren. Durch die zunehmende Verbreitung von computergestützten Technologien zur Spracherkennung ist in letzter Zeit auch die Nachkorrektur sogenannter Spracherkennungs-Rohtexte zum Aufgabenbereich der Schreibbüros hinzugekommen.
Entgegen den Behauptungen vieler Anbieter arbeitet die automatische Spracherkennung immer noch nicht genau genug, als dass auf eine Nachkorrektur verzichtet werden könnte. Das gilt ganz besonders für komplexere Diktate, wie sie z. B. im medizinischen Bereich entstehen. Kontrollen sind hier zwingend erforderlich, bevor ein Text verwendet werden kann.
Ein häufiger Softwarefehler ist z. B. die Falscherkennung der Wörter „ein“ bzw. „kein“ – bei medizinischen und juristischen Dokumenten ein meist wichtiger Unterschied.
Die Nachbearbeitung und -kontrolle erfolgt in der Regel durch den Diktanten selbst oder im Schreibbüro durch eine auf solche Nachkorrekturen spezialisierte Fachkraft („Spracherkennungs-Editor“). Aus den USA kommend, spezialisieren sich auch in Europa immer mehr Schreibbüros auf diese Dienstleistung.
Ebenfalls bieten in letzter Zeit immer mehr interne und externe Schreibbüros mit der Transkription zusammenhängende Zusatzleistungen an, wie zum Beispiel Digitales Diktieren per Telefon oder digitale Signaturverfahren.

## Wirtschaftliche Bedeutung
Der Wert der in Deutschland jährlich erbrachten Schreibdienstleistungen wirdvon wem? auf 10 bis 15 Milliarden Euro geschätzt. Der größte Anteil entfällt hierbei auf festangestellte Mitarbeiter in den Unternehmen.
Durch die zunehmende Verbreitung von digitaler Diktiertechnik ist es möglich geworden, Diktate schnell und kostengünstig an jeden Ort der Welt zu senden, so dass auch Schreibdienstleistungen zunehmend an externe Schreibdienstleister vergeben werden.
SSL-Verschlüsselungstechnik und VPN-Tunnel ermöglichen dabei auch den sogenannten Vieldiktierern, Ärzten und Rechtsanwälten, die legale und sichere Nutzung von externen Schreibdiensten.
In den USA werden bereits über 60 % aller medizinischen Diktate von externen Schreibbüros geschrieben, das weltgrößte Schreibbüro CBaySystems beschäftigte dafür 12.500 Mitarbeiter (5.000 in Indien und 7.500 bei der US-Tochter MedQuist, die seit 2019 unter dem Namen M*Modal zu 3M gehört). Marktführer in Europa ist laut Unternehmensangaben die AlsterText GmbH & Co. KG mit Sitz in Hamburg, die ebenfalls laut eigenen Angaben auch Europas größter Arbeitgeber für Homeoffice-Schreibkräfte ist.
Der Markt für Schreibdienstleistungen ist trotz einiger sehr großer Unternehmen sowohl in den USA als auch in Europa sehr stark zersplittert, da es Tausende Ein-Mann-Unternehmen gibt, sogenannte „Mom & Pop-Companies“, die auf der Suche nach einer Home-Office-Tätigkeit aus der Arbeitslosigkeit oder der Elternzeit heraus gegründet werden.

## Schreibdienst im medizinischen und im juristischen Bereich
Das mit Abstand größte Diktiervolumen wird in der Medizin produziert. Praktisch jede Operation und jeder Befund müssen in schriftlicher Form in der Patientenakte dokumentiert werden. Bei Entlassungen oder Überweisungen wird meist ein ausführlicher Arztbrief (Epikrise) an den weiterbehandelnden Arzt gesendet. Die Berichte werden zwar vom Arzt diktiert, aber aus Zeit- und Kostengründen in der Regel von einer (kostengünstigeren) Schreibkraft geschrieben. Zur Effizienzsteigerung und Kostenminderung kommt häufig auch die elektronische Spracherkennung zum Einsatz.
Der zweitgrößte Anteil am Diktiervolumen entsteht im juristischen Bereich.
In Deutschland diktieren die rund 400.000 Mediziner (insbesondere die in Krankenhäusern angestellten Ärzte) und 60.000 Juristen etwa 90 % aller Diktate.